# HD 166207
HD 166207，又名BD+50 2525，SAO 30751、HR 6790，是一颗恒星，视星等为6.29，位于銀經78.59，銀緯27.52，其B1900.0坐标为赤經18h 4m 29.9s，赤緯+50° 27.52′ 23″。